# Adrien Thiebault (compositeur)
Adrien Thiebault ou Adrianus Thiebault, dit Pickart, (Ath 1496 - Courtrai le 10 mars 1546) est un musicien et compositeur belge de l'école franco-flamande.
Il est le fils de Clément Thiebault, dit Pickart, grand clerc et bâteleur athois.
Il est maître de chapelle à la chapelle royale de Madrid, la  Capilla Flamenca de 1526 à 1540.
Adrien Thiebault meurt à Courtrai le 10 mars 1546 et est enterré dans l’église Notre-Dame de Courtrai.